# Parantica nipponica
Parantica nipponica är en fjärilsart som beskrevs av Matsumura 1931. Parantica nipponica ingår i släktet Parantica och familjen praktfjärilar. Inga underarter finns listade i Catalogue of Life.